# Copa Departamento Castellanos (fútbol)
La Copa Departamento Castellanos es un torneo organizado y reglamentado por la Liga Rafaelina de Futbol y el patrocinio de la Senaduría del Departamento Castellanos, donde participarán únicamente equipos del departamento Castellanos de la Provincia de Santa Fe, con la invitación especial a participar de los clubes Independiente de San Cristóbal y Tiro Federal de Moisés Ville, clubes del Departamento San Cristóbal afiliados a la Liga Rafaelina de futbol y que tiene como objetivo consagrar un campeón departamental y potenciar el desarrollo del juego amateur y federado, como asimismo de las instituciones y clubes participantes.
El ganador obtiene la clasificación para participar en la disputa de la Supercopa Departamento Castellanos contra el Campeón Absoluto de la Liga Rafaelina de Futbol.
El actual campeón es el Club Deportivo Libertad, de la ciudad de Sunchales, quien obtuvo su primer título en esta competición.

## Formato
La Copa Departamento Castellanos se lleva a cabo con el sistema de simple eliminación a un solo partido, con la modalidad de un solo partido definitorio por etapa, entre los clubes afiliados a Liga Rafaelina de Futbol, a un solo partido y con el cronograma determinado. En la primera fase los clubes de Primera B son locales ante clubes de Primera A, y en las siguientes etapas de la competición la localía dependerá de la cantidad de partidos que hayan jugado de local los clubes que se enfrenten y se igualará la condición, por lo tanto, si ambos clubes tienen la misma cantidad de partidos jugados como local se definirá mediante sorteo pero esto NO contempla la final, la cual será llevada a cabo en estadio neutral, a definir oportunamente por el HCD y la organización será a cargo del HCD de la Liga Rafeelina de Futbol.

## Historial
| Edición | Campeón (N°)           | Resultado final | Subcampeón      |
| ------- | ---------------------- | --------------- | --------------- |
| 2023    | Peñarol (1) Rafaela    | 3:2             | Ben Hur Rafaela |
| 2024    | Libertad (1) Sunchales | 2:0             | Ferro Rafaela   |

## Palmarés
| Equipo   | Títulos | Subcampeón | Años campeón | Años subcampeón |
| -------- | ------- | ---------- | ------------ | --------------- |
| Peñarol  | 1       | -          | 2023         | -               |
| Libertad | 1       | -          | 2024         | -               |
| Ben Hur  | -       | 1          | -            | 2023            |
| Ferro    | -       | 1          | -            | 2024            |

### Títulos por localidad
| Liga regional | Títulos | Subcampeón | Equipos campeones (N°) |
| ------------- | ------- | ---------- | ---------------------- |
| Rafaela       | 1       | 2          | Peñarol (1)            |
| Sunchales     | 1       | 0          | Libertad (1)           |